# 懐集県
懐集県（かいしゅうけん）は中華人民共和国広東省に位置する省直轄の県であり、しばらくの間、肇慶市の代理管轄下に置かれている。

## 歴史
436年（元嘉13年）、南朝宋により懐集県が設置された。元来は広西の管轄であったが、1952年に広東省に移管された。

## 行政区画
下部に18鎮、1民族郷を管轄する
- 鎮
  - 懐城鎮、閘崗鎮、坳仔鎮、汶朗鎮、甘灑鎮、鳳崗鎮、洽水鎮、梁村鎮、大崗鎮、崗坪鎮、冷坑鎮、馬寧鎮、藍鐘鎮、永固鎮、詩洞鎮、橋頭鎮、中洲鎮、連麦鎮
- 民族郷
  - 下帥チワン族ヤオ族郷